# Hnausar
Hnausar är en kulle i republiken Island. Den ligger i regionen Suðurland, 140 km öster om huvudstaden Reykjavík. Toppen på Hnausar är 663 meter över havet.
Trakten runt Hnausar är nära nog obefolkad, med mindre än två invånare per kvadratkilometer. Det finns inga samhällen i närheten. Trakten runt Hnausar är ofruktbar med lite eller ingen växtlighet.